# 제8회 전국동시지방선거 더불어민주당 후보 경선
제8회 전국동시지방선거 더불어민주당 후보 경선은 제8회 전국동시지방선거에서 더불어민주당 후보들의 출마를 위해 공천·경선을 진행한 절차를 말한다. 새로 개정됀 당규에 따라 2022년 3월 14일부터 지방 선거 예비후보 자격 시스템을 통과해야 경선 예비후보로 출마할 수 있다.

## 광역자치단체장
| 광역자치단체장     | 후보자 | 선출 방식 |
| ------------------ | ------ | --------- |
| 서울특별시장       | 송영길 | 경선      |
| 부산광역시장       | 변성완 | 단수 공천 |
| 대구광역시장       | 서재헌 | 단수 공천 |
| 인천광역시장       | 박남춘 | 단수 공천 |
| 광주광역시장       | 강기정 | 경선      |
| 대전광역시장       | 허태정 | 경선      |
| 울산광역시장       | 송철호 | 단수 공천 |
| 세종특별자치시장   | 이춘희 | 경선      |
| 경기도지사         | 김동연 | 경선      |
| 강원도지사         | 이광재 | 전략 공천 |
| 충청북도지사       | 노영민 | 단수 공천 |
| 충청남도지사       | 양승조 | 경선      |
| 전라북도지사       | 김관영 | 경선      |
| 전라남도지사       | 김영록 | 단수 공천 |
| 경상북도지사       | 임미애 | 전략 공천 |
| 경상남도지사       | 양문석 | 경선      |
| 제주특별자치도지사 | 오영훈 | 경선      |

### 서울특별시장
| |                                                                                             |
| 더불어민주당 당대표 제21대 국회 전반기 외교통일위원회 위원장 제13대 인천광역시장 제16·17·18·20·21대 국회의원 | 열린민주당 원내대표 한국과학기술원 미래도시연구소 겸직교수 제18·21대 국회의원 서울포럼 대표 |

### 부산광역시장
|                                                    |
| 부산광역시장 권한대행 제43대 부산광역시 행정부시장 |

### 대구광역시장
| |
| 경기신용보증재단 경영기획본부장 제21대 국회의원 선거 동구 갑 후보 제7회 전국동시지방선거 동구청장 후보 |

### 인천광역시장
|                                                                                                |
| 제8대 인천광역시장 제19·20대 국회의원 참여정부 대통령비서실 인사수석비서관 국립해양조사원 원장 |

### 광주광역시장
| |                                                                                     |
| 문재인 정부 대통령비서실 정무수석 제19대 국회 공적연금 강화와 노후빈곤 해소를 위한 특별위원회 위원장 제19대 국회 공무원연금개혁특별위원회 국민대타협기구 공동위원장 제17·18·19대 국회의원 | 제13대 광주광역시장 제18·19대 국회의원 제14대 건설국토부 장관 제8대 행정자치부 장관 |

| 순위 | 이름   | 득표율 |
| ---- | ------ | ------ |
| 1    | 강기정 | 57.14% |
| 2    | 이용섭 | 42.86% |
| 합계 |        |        |

### 대전광역시장
|                                                                           | |
| 제12대 대전광역시장 제11·12대 유성구청장 참여정부 대통령비서실 인사행정관 | 제14·15대 서구청장 한국소아당뇨인협회 대전충청지부장 한국공공행정연구원 운영위원 서구청 의회사무국장 |

| 순위 | 이름   | 득표율 |
| ---- | ------ | ------ |
| 1    | 허태정 | 57.51% |
| 2    | 장종태 | 42.49% |
| 합계 |        |        |

### 울산광역시장
|                                                                                                |
| 제7대 울산광역시장 국가균형발전위원회 고문 지역발전위원회 고문 제7대 국민고충처리위원회 위원장 |

### 세종특별자치시장
| | | |
| 제2·3대 세종특별자치시장 제5대 인천광역시 도시개발공사 사장 새만금군산경제자유구역청 청장 행정중심복합도시건설청장 | 세종특별자치시 경제부시장 세종특별자치시 정무부시장 세종특별자치시장 정무특별보좌관 세종특별자치시장 비서실장 | 더불어민주당 세종시당 부위원장 더불어민주당 전국청년당 대변인 세종더불어포럼 상임대표 더불어민주당 전국청년당 부위원장 |

### 경기도지사
| | | | |
| 새로운물결 당대표 제20대 대통령 선거 새로운물결 후보 제7대 경제부총리 겸 기획재정부 장관 박근혜 정부 국무조정실장 | 제20대 국회 후반기 문화체육관광위원회 위원장 유니세프 한국위원회 위원 제17·18·19·20·21대 국회의원 한국체육과학연구원 수석연구원 | 사람사는세상 노무현재단 기획위원 세계화장실협회 회장 유네스코 문화유산도시협의회 회장 제26·27·28대 수원시장 | 민주연구원 이사 제20대 국회 전반기 국토교통위원회 위원장 민주당 원내부대표 제17·18·19·20·21대 국회의원 |

| 순위 | 이름   | 득표율 |
| ---- | ------ | ------ |
| 1    | 김동연 | 50.67% |
| 2    | 안민석 | 21.61% |
| 3    | 염태영 | 19.06% |
| 4    | 조정식 | 8.66%  |
| 합계 |        |        |

### 강원도지사
| |
| 제21대 국회 전반기 외교통일위원회 위원장 제35대 강원도지사 제17·18·21대 국회의원 참여정부 대통령비서실 비서관 |

### 충청북도지사
| |
| 국민경제자문회의 당연직위원 제36대 대통령비서실장 제12대 주 중화인민공화국 대사 국민정치연구회 상임이사 |

### 충청남도지사
|                                                                      | |
| 한국상하수도협회 부회장 제38대 충청남도지사 제17·18·19·20대 국회의원 | 국가균형발전위원회 위원 자치분권위원회 자치제도 분과위원회 위원 제37·38·39대 논산시장 제6대 서울특별시의회 의원 |

| 순위 | 이름   | 득표율 |
| ---- | ------ | ------ |
| 1    | 양승조 | 76.54% |
| 2    | 황명선 | 23.46% |
| 합계 |        |        |

### 전라북도지사
|                                                                                        |                                                                                                   |                                                                                                 |
| 바른미래당 원내대표 제19·20대 국회의원 새정치민주연합 원내부대표 민주통합당 원내부대표 | 더불어민주당 전라북도당 위원장 더불어민주당 원내부대표 제20·21대 국회의원 전북지방변호사회 부회장 | 새정치민주연합 원내부대표 시민행동21 공동대표 제8대 전라북도의회 의원 더좋은민주주의연구소 소장 |

### 전라남도지사
|                                                                                |
| 제38대 전라남도지사 제3대 농림축산식품부 장관 제18·19대 국회의원 31대 완도군수 |

### 경상북도지사
| |
| 제11대 경상북도의회 전반기 행정보건복지위원회 위원장 제11대 경상북도의회 의원 새정치민주연합 혁신위원회 공동대변인 제5·6대 의성군의회 의원 |

### 경상남도지사
|                                                                       |                                                           |
| 통영정책연구원 이사장 공공미디어연구소 이사장 방송통신위원회 상임위원 | 제11대 경상남도의회 의원 경상남도의회 청년정책연구회 회장 |

| 순위 | 이름   | 득표율 |
| ---- | ------ | ------ |
| 1    | 양문석 | 50.07% |
| 2    | 신상훈 | 49.93% |
| 합계 |        |        |

### 제주특별자치도지사
|                    |                                                             |
| 제20·21대 국회의원 | 대통령비서실 제도개선비서관 제주국제자유도시개발센터 이사장 |

| 순위 | 이름   | 득표율 |
| ---- | ------ | ------ |
| 1    | 오영훈 | 53.13% |
| 2    | 문대림 | 46.87% |
| 합계 |        |        |

## 기초자치단체장

### 서울특별시
| 기초자치단체장 | 후보자 | 선출 방식 |
| -------------- | ------ | --------- |
| 종로구청장     | 유찬종 | 경선      |
| 중구청장       | 서양호 | 경선      |
| 용산구청장     | 김철식 | 단수 공천 |
| 성동구청장     | 정원오 | 단수 공천 |
| 광진구청장     | 김선갑 | 경선      |
| 동대문구청장   | 최동민 | 경선      |
| 중랑구청장     | 류경기 | 단수 공천 |
| 성북구청장     | 이승로 | 경선      |
| 강북구청장     | 이순희 | 경선      |
| 도봉구청장     | 김용석 | 경선      |
| 노원구청장     | 오승록 | 단수 공천 |
| 은평구청장     | 김미경 | 경선      |
| 서대문구청장   | 박운기 | 경선      |
| 마포구청장     | 유동균 | 경선      |
| 양천구청장     | 김수영 | 경선      |
| 강서구청장     | 김승현 | 경선      |
| 구로구청장     | 박동웅 | 경선      |
| 금천구청장     | 유성훈 | 경선      |
| 영등포구청장   | 채현일 | 경선      |
| 동작구청장     | 오영수 | 경선      |
| 관악구청장     | 박준희 | 경선      |
| 서초구청장     | 김기영 | 경선      |
| 강남구청장     | 정순균 | 단수 공천 |
| 송파구청장     | 박성수 | 단수 공천 |
| 강동구청장     | 양준욱 | 단수 공천 |

### 부산광역시
| 기초자치단체장 | 후보자 | 선출 방식 |
| -------------- | ------ | --------- |
| 중구청장       | 문창무 | 단수 공천 |
| 서구청장       | 정진영 | 단수 공천 |
| 동구청장       | 최형욱 | 단수 공천 |
| 영도구청장     | 김철훈 | 단수 공천 |
| 부산진구청장   | 서은숙 | 단수 공천 |
| 동래구청장     | 김우룡 | 경선      |
| 남구청장       | 박재범 | 단수 공천 |
| 북구청장       | 정명희 | 단수 공천 |
| 해운대구청장   | 홍순헌 | 단수 공천 |
| 사하구청장     | 김태석 | 단수 공천 |
| 금정구청장     | 정미영 | 단수 공천 |
| 강서구청장     | 노기태 | 단수 공천 |
| 연제구청장     | 이성문 | 단수 공천 |
| 수영구청장     | 박병염 | 단수 공천 |

### 대구광역시
| 기초자치단체장 | 후보자 | 선출 방식 |
| -------------- | ------ | --------- |
| 동구청장       | 최완식 | 단수 공천 |
| 남구청장       | 최창희 | 단수 공천 |
| 수성구청장     | 강민구 | 단수 공천 |
| 달성군수       | 전유진 | 단수 공천 |

### 인천광역시
| 기초자치단체장 | 후보자 | 선출 방식 |
| -------------- | ------ | --------- |
| 중구청장       | 홍인성 | 단수 공천 |
| 동구청장       | 남궁형 | 경선      |
| 미추홀구청장   | 김정식 | 경선      |
| 연수구청장     | 고남석 | 경선      |
| 남동구청장     | 이병래 | 경선      |
| 부평구청장     | 차준택 | 단수 공천 |
| 계양구청장     | 윤환   | 경선      |
| 서구청장       | 김종인 | 경선      |
| 강화군수       | 한연희 | 경선      |
| 옹진군수       | 장정민 | 단수 공천 |

### 광주광역시
| 기초자치단체장 | 후보자 | 선출 방식 |
| -------------- | ------ | --------- |
| 동구청장       | 임택   | 경선      |
| 서구청장       | 김이강 | 경선      |
| 남구청장       | 김병내 | 경선      |
| 북구청장       | 문인   | 경선      |
| 광산구청장     | 박병규 | 경선      |

### 대전광역시
| 기초자치단체장 | 후보자 | 선출 방식 |
| -------------- | ------ | --------- |
| 동구청장       | 황인호 | 경선      |
| 중구청장       | 김경훈 | 경선      |
| 서구청장       | 장종태 | 경선      |
| 유성구청장     | 정용래 | 경선      |
| 대덕구청장     | 박정현 | 경선      |

### 울산광역시
| 기초자치단체장 | 후보자 | 선출 방식 |
| -------------- | ------ | --------- |
| 중구청장       | 박태완 | 단수 공천 |
| 남구청장       | 이미영 | 단수 공천 |
| 동구청장       | 정천석 | 단수 공천 |
| 북구청장       | 이동권 | 경선      |
| 울주군수       | 이선호 | 단수 공천 |

### 경기도
| 기초자치단체장 | 후보자 | 선출 방식 |
| -------------- | ------ | --------- |
| 수원시장       | 이재준 | 경선      |
| 고양시장       | 이재준 | 경선      |
| 과천시장       | 김종천 | 경선      |
| 광명시장       | 박승원 | 경선      |
| 광주시장       | 동희영 | 경선      |
| 구리시장       | 안승남 | 경선      |
| 군포시장       | 한대희 | 경선      |
| 김포시장       | 정하영 | 경선      |
| 남양주시장     | 최민희 | 경선      |
| 동두천시장     | 최용덕 | 경선      |
| 부천시장       | 조용익 | 경선      |
| 성남시장       | 배국환 | 전략 공천 |
| 시흥시장       | 임병택 | 경선      |
| 안산시장       | 제종길 | 경선      |
| 안성시장       | 김보라 | 경선      |
| 안양시장       | 최대호 | 경선      |
| 양주시장       | 정덕영 | 경선      |
| 여주시장       | 이항진 | 경선      |
| 오산시장       | 장인수 | 경선      |
| 용인시장       | 백군기 | 경선      |
| 의왕시장       | 김상돈 | 경선      |
| 의정부시장     | 김원기 | 경선      |
| 이천시장       | 엄태준 | 경선      |
| 파주시장       | 김경일 | 경선      |
| 평택시장       | 정장선 | 경선      |
| 포천시장       | 박윤국 | 경선      |
| 하남시장       | 김상호 | 경선      |
| 화성시장       | 정명근 | 경선      |
| 가평군수       | 송기욱 | 경선      |
| 양평군수       | 정동균 | 경선      |
| 연천군수       | 유상호 | 경선      |

### 강원도
| 기초자치단체장 | 후보자 | 선출 방식 |
| -------------- | ------ | --------- |
| 춘천시장       | 육동한 | 경선      |
| 강릉시장       | 김우영 | 전략 공천 |
| 동해시장       | 최석찬 | 단수 공천 |
| 삼척시장       | 김양호 | 경선      |
| 속초시장       | 주대하 | 전략 공천 |
| 원주시장       | 구자열 | 단수 공천 |
| 태백시장       | 류태호 | 단수 공천 |
| 정선군수       | 최승준 | 단수 공천 |
| 고성군수       | 함명준 | 경선      |
| 양구군수       | 조인묵 | 경선      |
| 양양군수       | 김정중 | 경선      |
| 영월군수       | 김기석 | 단수 공천 |
| 인제군수       | 최상기 | 전략 공천 |
| 철원군수       | 한금석 | 전략 공천 |
| 평창군수       | 한왕기 | 단수 공천 |
| 화천군수       | 김세훈 | 전략 공천 |
| 홍천군수       | 허필홍 | 단수 공천 |
| 횡성군수       | 장신상 | 경선      |

### 충청북도
| 기초자치단체장 | 후보자 | 선출 방식 |
| -------------- | ------ | --------- |
| 청주시장       | 송재봉 |           |
| 제천시장       | 이상천 |           |
| 충주시장       | 우건도 |           |
| 괴산군수       | 이차영 |           |
| 단양군수       | 김동진 |           |
| 보은군수       | 김응선 |           |
| 영동군수       | 윤석진 |           |
| 옥천군수       | 황규철 |           |
| 증평군수       | 이재영 |           |
| 진천군수       | 송기섭 |           |

### 충청남도
| 기초자치단체장 | 후보자 | 선출 방식 |
| -------------- | ------ | --------- |
| 계룡시장       | 김대영 |           |
| 공주시장       | 김정섭 |           |
| 논산시장       | 김진호 |           |
| 당진시장       | 김기재 |           |
| 보령시장       | 이영우 |           |
| 서산시장       | 맹정호 |           |
| 아산시장       | 오세현 |           |
| 천안시장       | 이재관 |           |
| 금산군수       | 문정우 |           |
| 부여군수       | 박정현 |           |
| 서천군수       | 유승광 |           |
| 예산군수       | 김학민 |           |
| 청양군수       | 김돈곤 |           |
| 태안군수       | 가세로 |           |
| 홍성군수       | 오배근 |           |

### 전라북도
| 기초자치단체장 | 후보자 | 선출 방식 |
| -------------- | ------ | --------- |
| 전주시장       | 우범기 | 경선      |
| 군산시장       | 강임준 | 단수 공천 |
| 김제시장       | 정성주 | 단수 공천 |
| 남원시장       | 최경석 | 단수 공천 |
| 익산시장       | 정헌율 | 단수 공천 |
| 정읍시장       | 이학수 | 경선      |
| 고창군수       | 심덕섭 | 전략 공천 |
| 무주군수       | 황의탁 | 경선      |
| 부안군수       | 권익현 | 경선      |
| 순창군수       | 최기환 | 경선      |
| 완주군수       | 유희태 | 단수 공천 |
| 임실군수       | 한병락 | 단수 공천 |
| 장수군수       | 최훈식 | 전략 공천 |
| 진안군수       | 전춘성 | 단수 공천 |

### 전라남도
| 기초자치단체장 | 후보자 | 선출 방식 |
| -------------- | ------ | --------- |
| 광양시장       | 김재무 | 경선      |
| 나주시장       | 윤병태 | 경선      |
| 목포시장       | 김종식 | 경선      |
| 순천시장       | 오하근 | 전략 공천 |
| 여수시장       | 정기명 | 경선      |
| 강진군수       | 무공천 | 무공천    |
| 고흥군수       | 공영민 | 단수 공천 |
| 곡성군수       | 이상철 | 단수 공천 |
| 구례군수       | 김순호 | 단수 공천 |
| 담양군수       | 이병노 | 경선      |
| 무안군수       | 최옥수 | 경선      |
| 보성군수       | 김철우 | 단수 공천 |
| 신안군수       | 박우량 | 단수 공천 |
| 영광군수       | 김준성 | 단수 공천 |
| 영암군수       | 우승희 | 경선      |
| 완도군수       | 신우철 | 단수 공천 |
| 장성군수       | 김한종 | 단수 공천 |
| 장흥군수       | 김성   | 경선      |
| 진도군수       | 박인환 | 경선      |
| 함평군수       | 이상익 | 단수 공천 |
| 해남군수       | 명현관 | 단수 공천 |
| 화순군수       | 구복규 | 단수 공천 |

### 경상북도
| 기초자치단체장 | 후보자 | 선출 방식 |
| -------------- | ------ | --------- |
| 경주시장       | 한영태 |           |
| 구미시장       | 장세용 |           |
| 상주시장       | 조원희 |           |
| 안동시장       | 김위한 |           |
| 포항시장       | 유성찬 |           |
| 봉화군수       | 김남수 |           |
| 영양군수       | 김상선 |           |
| 칠곡군수       | 장세호 |           |

### 경상남도
| 기초자치단체장 | 후보자 | 선출 방식 |
| -------------- | ------ | --------- |
| 창원시장       | 허성무 | 단수 공천 |
| 거제시장       | 변광용 | 단수 공천 |
| 김해시장       | 허성곤 | 단수 공천 |
| 사천시장       | 황인성 |           |
| 양산시장       | 김일권 |           |
| 진주시장       | 한경호 |           |
| 통영시장       | 강석주 |           |
| 고성군수       | 백두현 |           |
| 남해군수       | 장충남 |           |
| 창녕군수       | 김태완 |           |
| 하동군수       | 강기태 |           |
| 함안군수       | 장종하 |           |
| 합천군수       | 김기태 |           |

## 같이 보기
- 제8회 전국동시지방선거